# Chenopodium schulzeanum
Chenopodium schulzeanum là loài thực vật có hoa thuộc họ Dền. Loài này được Murr mô tả khoa học đầu tiên năm 1906.